# Kościół św. Leonarda w Łowiczu
Kościół św. Leonarda – kościół akademicki w Łowiczu.

## Historia

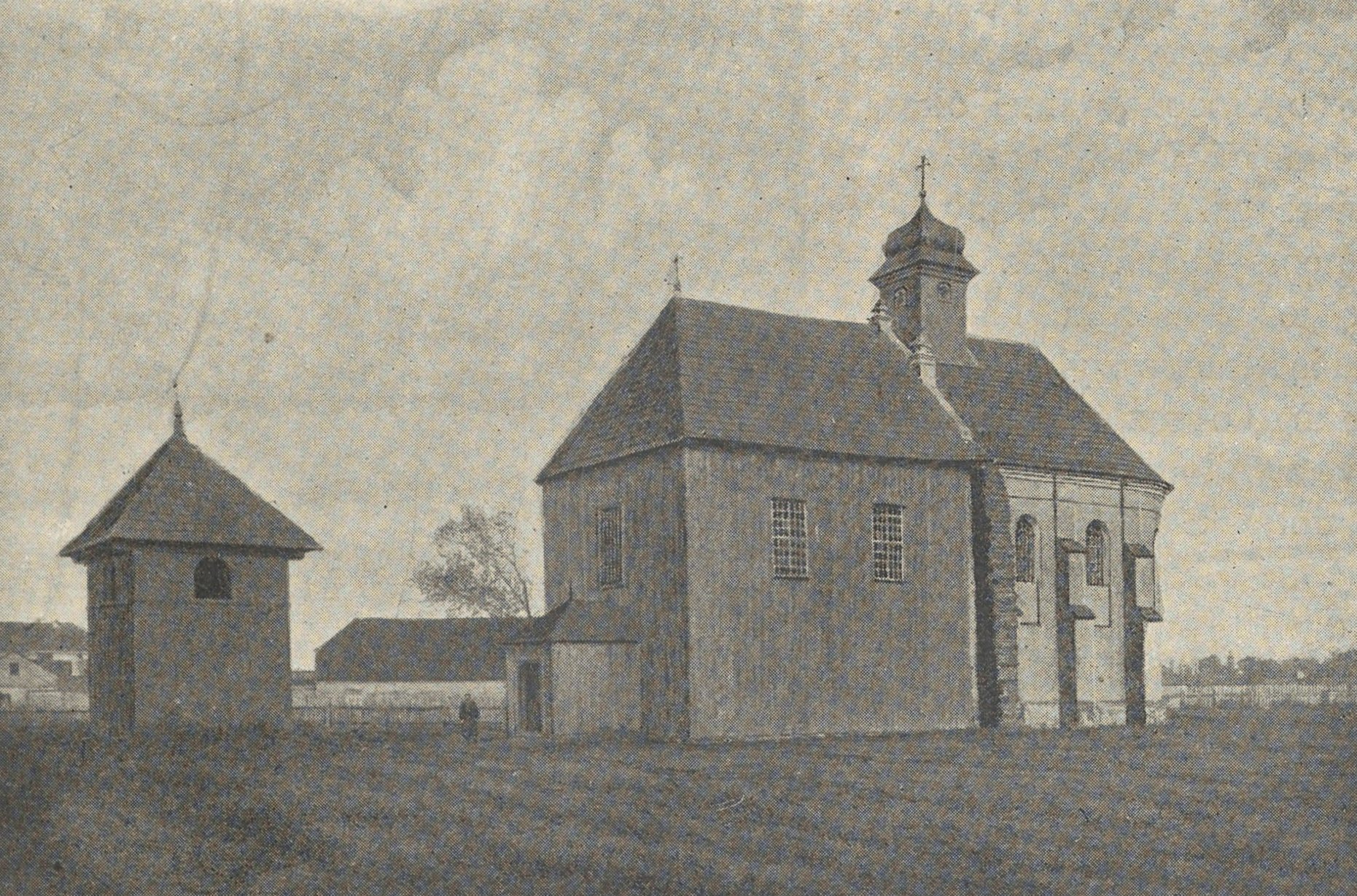
Widok kościoła przed 1908

Pierwsza wzmianka pochodzi z 1520 roku. Omawiana jest wtedy świątynia wikariuszy wiejskich. Obecny powstał w 1626 roku. Spłonął ok. 1635 roku. Odbudowany w 1642 roku. W 1712 roku dobudowano do niego drewnianą nawę i konsekrowano pw. św. Leonarda i Małgorzaty. W 1915 roku został zrujnowany. W 1918 roku odrestaurowany. Uległ poważnemu zniszczeniu (nawa zniszczona całkowicie) w czasie Bitwy nad Bzurą w 1939 roku. Żeby uchronić obiekt przed rozbiórką przykryto go dachami. Zachowało się dawne prezbiterium świątyni drewnianej.